# Mandera County
Mandera County is een county en voormalig Keniaans district in de voormalige provincie Kaskazini-Mashariki. Het district telde 867 457 inwoners (2019) en had een bevolkingsdichtheid van 33 inw/km². Ongeveer 2,9% van de bevolking leeft onder de armoedegrens en ongeveer 70% van de huishoudens heeft beschikking over elektriciteit.

## Bevolking
Tussen de officiële volkstellingen van 1979 en 2019 is de bevolking van Mandera County meer dan verachtvoudigd (zie: tabel). Op 24 augustus 2019 woonden er 867 457 personen in de county, waarvan 434 976 mannen, 432 444 vrouwen en 37 personen met een intersekseconditie. Van de bevolking leefde 31% in urbane nederzettingen (270 467 personen), terwijl 69% in dorpen op het platteland leefde (596 990 personen).
| Bevolkingsontwikkeling | Bevolkingsontwikkeling | Bevolkingsontwikkeling | Bevolkingsontwikkeling | Bevolkingsontwikkeling | Bevolkingsontwikkeling |
| ---------------------- | ---------------------- | ---------------------- | ---------------------- | ---------------------- | ---------------------- |
| Jaar                   | 1979                   | 1989                   | 1999                   | 2009                   | 2019                   |
| Bevolking              | 105 601                | 123 787                | 250 372                | 1 025 756              | 867 457                |

Van de bevolking was 54,8% tussen de 0 en 14 jaar (475 723 personen), gevolgd door 43,7% in de leeftijdscategorie 15 tot 64 jaar (379 079) en 1,5% van 65 jaar of ouder (12 615 personen).
Volgens een analytisch rapport van uit 2019 had Mandera County - met 49,4 geboorten per duizend inwoners - het hoogste geboortecijfer in Kenia. Ook had Mandera County het hoogste vruchtbaarheidscijfer in Kenia met in 2019 gemiddeld 8 kinderen per vrouw.

### Religie
De bevolking bestaat nagenoeg uitsluitend uit moslims (856 450 moslims, oftewel 99,4% van de totale bevolking). De county heeft het hoogste percentage islamieten in Kenia.
| Religieuze samenstelling in 2019 | Religieuze samenstelling in 2019 | Religieuze samenstelling in 2019 | Religieuze samenstelling in 2019 | Religieuze samenstelling in 2019 |
| -------------------------------- | -------------------------------- | -------------------------------- | -------------------------------- | -------------------------------- |
|                                  |                                  |                                  |                                  |                                  |
| Katholieke Kerk                  | Katholieke Kerk                  |                                  | 0,2%                             | 0,2%                             |
| Protestantisme                   | Protestantisme                   |                                  | 0,1%                             | 0,1%                             |
| Overige christenen               | Overige christenen               |                                  | 0,2%                             | 0,2%                             |
| Islam                            | Islam                            |                                  | 99,4%                            | 99,4%                            |
| Anders + onbekend                | Anders + onbekend                |                                  | 0,1%                             | 0,1%                             |

## Steden
De hoofdplaats is de gelijknamige Mandera (114 718 inwoners in 2019). Andere stedelijke nederzettingen zijn Elwak (60 732 inwoners), Rhamu (35 644 inwoners), Lafey (22 882 inwoners), Takaba (21 517 inwoners) en Banissa (14 974 inwoners).

## Gezondheid
De HIV-prevalentie is 1,8%.